# 帕斯夸尔科沃
帕斯夸尔科沃，是西班牙卡斯蒂利亚-莱昂阿维拉省的一个市镇。 总面积16km2, 总人口46人（2001年），人口密度3人/km2。